# Teresa Motos
Teresa Motos, född den 29 december 1963 i San Sebastián, Spanien, är en spansk landhockeyspelare.
Hon tog OS-guld i damernas landhockeyturnering i samband med de olympiska landhockeytävlingarna 1992 i Barcelona.